# 팀 티칭
팀 티칭(team teaching) 또는 협력 교수, 코티칭(co-teaching)은 노동의 분과이자 수업형태의 하나로 미국에서 일어났다. 그 목적은 한 사람의 교사가 한 학급집단을 지도한다고 하는 지금까지의 수업에 대한 생각을 타파하고, 한정된 인원수의 교사가 협동적 팀을 만들어서, 또한 학습집단을 필요에 따라서 분리·통합하는 것으로서 수업의 효율을 가급적 높이려고 하는 것이다. 그 이론적 배경으로서는, ① 학생의 능력이나 개성에 적응하기 위해서, ② 교수내용의 다면화(多面化)·복잡화에 대응하기 위하여, ③ 교사의 부단한 연수(硏修)를 위하여, ④ 교육의 기회균등(훌륭한 교사와 보통교사가 팀을 짜는 것으로)을 위하여, ⑤ 최근의 중요한 커뮤니케이션 미디어인 영화나 텔레비전을 활용하기 위하여 등이다. 이것이 훌륭히 실시 되었을 경우 상당한 효율적 수업이 기대되지만, 한국의 경우는 팀 티칭을 실시할 수 있는 시설·설비를 갖추는 일, 나아가 학급 인원수 감소 등의 일이 우선 중요한 일이다.

## 같이 보기
- 교육
- 교육을 받을 권리
- 교육공학
- 교육학